# NIH3T3
NIH3T3（単に3T3と呼ぶ場合もある）とはマウスの胎児皮膚から分離した培養細胞。NIH Swissマウスから採取され3日ごとに50mmディッシュに3×10^5の密度で撒き直して樹立する（3 days, transfer, inoculum 3 x 10^5 cells/50mm dish）のでこの名がついている。マウスの正常細胞は培養液における分裂は10回程度で、それ以上は増えない。この細胞は正常細胞の性質と、癌細胞のように無限に分裂する性質を併せ持っていることで有名。